# Bak István
Bak István (Dunapataj, 1943. október 14. – Kecskemét, 2013. augusztus 7.) magyar politikus, 1982–1990 között Szabadszállás tanácselnöke, 1985–1990 között országgyűlési képviselő, 1990–2002 között Szabadszállás polgármestere.

## Életpályája
1960-ban költözött Szabadszállásra, ahol a József Attila TSZ. agronómusaként dolgozott 1982-ig. 
1982-ban Szabadszállás Nagyközség tanácselnöke. 1985-1990 között a Bács-Kiskun Megyei 7. választókörzet országgyűlési képviselője. 1990-ben Szabadszállás Nagyközség polgármesterének választották, mely tisztséget 2002-ig töltötte be. 2006–2010 között Szabadszállás Város önkormányzati képviselője volt. 
2004-ben a Települési Önkormányzatok Országos Szövetsége Elnökségi Elismerését kapta meg.
2011-ben Szabadszállás Város Örökös Tiszteletbeli Polgármestere Kitüntető Címet kapta Szabadszállás Város Önkormányzatától.